# Liste der Nummer-eins-Hits in Portugal (2012)
Diese Liste der Nummer-eins-Hits basiert auf der offiziellen Chartliste (Top 30 Artistas) der Associação Fonográfica Portuguesa (AFP), der portugiesischen Landesgruppe der IFPI, im Jahr 2012.

## Alben
| ← 2011 ← | Liste der Nummer-eins-Hits in Portugal | Liste der Nummer-eins-Hits in Portugal | Liste der Nummer-eins-Hits in Portugal | 2013 →                    |
| \| Zeitraum \| Wo. ges. \| Interpret \| Titel \| Zusätzliche Informationen \| \| (Zeitraum, Wochen auf Platz eins, Interpret, Titel, zusätzliche Informationen) \| \| \| \| \| \| ------------------------------------------------------------------------------ \| -------- \| --------------- \| ------------- \| ------------------------- \| \| 1.–10. Woche 10 Wochen (insgesamt 36) \| 36 \| Pablo Alborán \| En acústico \| – \| \| 11. Woche 1 Woche \| 1 \| Carminho \| Alma \| – \| \| 12.–26. Woche 15 Wochen (insgesamt 36) \| 36 \| Pablo Alborán \| En acústico \| – \| \| 27. Woche 1 Woche \| 1 \| Linkin Park \| Living Things \| – \| \| 28.–37. Woche 10 Wochen (insgesamt 36) \| 36 \| Pablo Alborán \| En acústico \| – \| \| 38.–39. Woche 2 Wochen \| 2 \| The xx \| Coexist \| – \| \| 40. Woche 1 Woche (insgesamt 2) \| 2 \| Paula Fernandes \| Ao Vivo \| – \| \| 41.–44. Woche 4 Wochen \| 4 \| Muse \| The 2nd Law \| – \| \| 45. Woche 1 Woche (insgesamt 2) \| 2 \| Paula Fernandes \| Ao Vivo \| – \| \| 46. Woche 1 Woche \| 1 \| Pablo Alborán \| Tanto \| – \| \| 47.–48. Woche 2 Wochen \| 2 \| One Direction \| Take Me Home \| – \| \| 49. Woche 2012 – 7. Woche 2013 12 Wochen (insgesamt 20) \| 20 \| Tony Carreira \| Essencial \| – \| |                                        |                                        |                                        |                           |
| ← 2011 |                                        |                                        |                                        | → 2013 →                  |
| Zeitraum | Wo. ges.                               | Interpret                              | Titel                                  | Zusätzliche Informationen |
| (Zeitraum, Wochen auf Platz eins, Interpret, Titel, zusätzliche Informationen) |                                        |                                        |                                        |                           |
| 1.–10. Woche 10 Wochen (insgesamt 36) | 36                                     | Pablo Alborán                          | En acústico                            | –                         |
| 11. Woche 1 Woche | 1                                      | Carminho                               | Alma                                   | –                         |
| 12.–26. Woche 15 Wochen (insgesamt 36) | 36                                     | Pablo Alborán                          | En acústico                            | –                         |
| 27. Woche 1 Woche | 1                                      | Linkin Park                            | Living Things                          | –                         |
| 28.–37. Woche 10 Wochen (insgesamt 36) | 36                                     | Pablo Alborán                          | En acústico                            | –                         |
| 38.–39. Woche 2 Wochen | 2                                      | The xx                                 | Coexist                                | –                         |
| 40. Woche 1 Woche (insgesamt 2) | 2                                      | Paula Fernandes                        | Ao Vivo                                | –                         |
| 41.–44. Woche 4 Wochen | 4                                      | Muse                                   | The 2nd Law                            | –                         |
| 45. Woche 1 Woche (insgesamt 2) | 2                                      | Paula Fernandes                        | Ao Vivo                                | –                         |
| 46. Woche 1 Woche | 1                                      | Pablo Alborán                          | Tanto                                  | –                         |
| 47.–48. Woche 2 Wochen | 2                                      | One Direction                          | Take Me Home                           | –                         |
| 49. Woche 2012 – 7. Woche 2013 12 Wochen (insgesamt 20) | 20                                     | Tony Carreira                          | Essencial                              | –                         |